# Allwyn Cycle-Cars
Allwyn Cycle-Cars, nach anderen Quellen Allwin Cycle-Cars, war ein britischer Hersteller von Cyclecars in Bournemouth (Hampshire).
1920 stellten sie den Allwyn her, der einen luftgekühlten Motor und Ketten- oder Riemenantrieb zu den Hinterrädern besaß. Bei dem kleinen Wagen konnte auf ein Differential verzichtet werden.